# Paracerceis glynni
Paracerceis glynni is een pissebed uit de familie Sphaeromatidae. De wetenschappelijke naam van de soort is voor het eerst geldig gepubliceerd in 1984 door Brian Frederick Kensley.